# Георгий (Летич)
Епи́скоп Гео́ргий (серб. Епископ Георгије, в миру Джордже Летич, серб. Ђорђе Летић; 6 (19) апреля 1872, Старый Бечей, Бачка, Сербия — 8 ноября 1935, Белград) — епископ сначала Карловацкой патриархии, а позднее — Сербской православной церкви, епископ Банатский.

## Биография
Родился 19 апреля 1872 года в Старом Бечее в семье Милоша, учителя по профессии, и матери Милевы. Начальную школу окончил в Бачском Градиште, гимназию — в Нови-Саде, духовную семинарию в Сремских Карловцах и богословский факультет Черновицкого университета, где в 1897 году ему была присвоена степень доктора богословия.
4 апреля 1895 года в Монастыре Беочин был пострижен в монашество с именем Георгий. На вербное воскресенье того же года он был рукоположен в сан иеродиакона, а позже возведён в сан протодиакона и архидиакона.
В марте 1898 года был рукоположен в сан пресвитера. На Рождество 1899 года был возведён в достоинство протосинкелла, а 7 мая 1901 года он становится придворным архимандритом.
Был профессором церковного права, катехизиса и педагогике в Карловацкой духовной семинарии, некоторое время служил настоятелем Монастыря Беочин, служил патриаршим скевофилаксом (ризничим), член редакционного совета «Богословского вестника» и различных комиссий.
27 ноября 1903 года единогласно был избран епископом Темишварским. 27 марта 1904 года в карловацкой Соборной церкви состоялась его епископская хиротония, которую совершили: Патриарх Карловацкий Георгий (Бранкович), епископ Будимский Лукиан (Богданович) и епископ Бачкий Митрофан (Шевич).
10 мая 1904 года в Темишварской Соборной церкви состоялось его настолование, которое совершил патриарший посланник протосинкелл Даниил (Пантелич).
До Первой мировой войны епископ Георгий занимался архипастырским трудом и церковно-школьных и народных делах своей обширной епархии. Особое внимание посвятил образованию, не только в своей епархии, но и всей митрополии. По его инициативе в 1907 году была проведена реформа преподавания Закона Божия в духовных школах Карловацкой митрополии, а написанный им «Катехизис» был в употреблении, как учебник не только в начальных школах Карловацкой митрополии, но и в Боснии, Герцеговине и Далмации.
По окончании Первой мировой войны в 1918 году епископ Георгий становится местоблюстителем патриаршего престола в Сремских Карловцах, который после мученической смерти Патриарха Лукиана в 1913 году остался незамещённым, потому что Вена не позволила созвать народно-церковный собор для повторного избрания патриарха. По мнению венских властей Сербская церковь в Австро-Венгрии во время войны должна быть обезглавленной. В то же время епископ Георгий был и временным управляющим Горнокарловацкой и Бачской епархий.
В 1920 году в связи с замещением вдовствующих кафедр избран епископом Бачским, но через несколько недель по собственной просьбе оставлен на Темишварской кафедре. После передачи по условиям Трианонского мирного договора от 4 июня 1920 года восточной части области Банат и города Тимишоара Румынии Темишварская епархия оказалась на территории 2 государств — Румынии и Королевства сербов, хорватов и словенцев. После этого епископ Георгий переселился в Велика-Кикинду (совр. Кикинда), откуда продолжал управлять епархией.
В 1928—1929 годы участвовал в составлении Устава Американско-Канадской епархии Сербской православной церкви.
1 января 1931 года после ухода на покой епископа Вршачского Илариона (Радонича), епископ Георгий был назначен администратором Вршачской епархии. В том же году Вршачская епархия была объединена с той частью Темишварской епархии, которая оказалась на территории Югославии, образовав Банатскую епархии, правящим архиереем которой стал епископ Георгий. При этом он продолжил окормление румынской части Темишварской епархии как администратор.
Монастыри были предметом особой заботы епископа Георгия. Его усилиями восстановлен монастырь Кусич, который Турки сожгли в 1788 году. На его средства в Петровграде (ныне Зренянин) был основан женский Монастырь святой Мелании, построены храмы в Велике-Ливаде (ныне Александрово), Руско-Село и других местах.
Для учащихся средней школы епископ Георгий открыл интернаты в Велика-Кикинде и Тимишоаре, в 1934 году — воспитательные дома во Вршаце и в Велики-Бечкереке.
Скончался 8 ноября 1935 года в Белграде. Похоронен в соборной церкви во имя святителя Николая во Вршаце.